# Титов, Кузьма Емельянович
Кузьма Емельянович Титов — советский хозяйственный, государственный и политический деятель.

## Биография
Родился в 1900 году в Санкт-Петербурге. Член КПСС с 1918 года.
С 1914 года — на хозяйственной, общественной и политической работе. В 1914—1961 гг. — долбежник, слесарь Путиловского завода, токарь, мастер, начальник цеха, начальник отдела Кировского завода.
Избирался депутатом Верховного Совета СССР 2-го созыва.
Умер в Ленинграде после 1964 года.